# Tricholoma sejunctum
Tricholoma sejunctum är en svampart som först beskrevs av James Sowerby, och fick sitt nu gällande namn av Lucien Quélet 1872. Tricholoma sejunctum ingår i släktet musseroner och familjen Tricholomataceae.   Inga underarter finns listade i Catalogue of Life.

## Källor

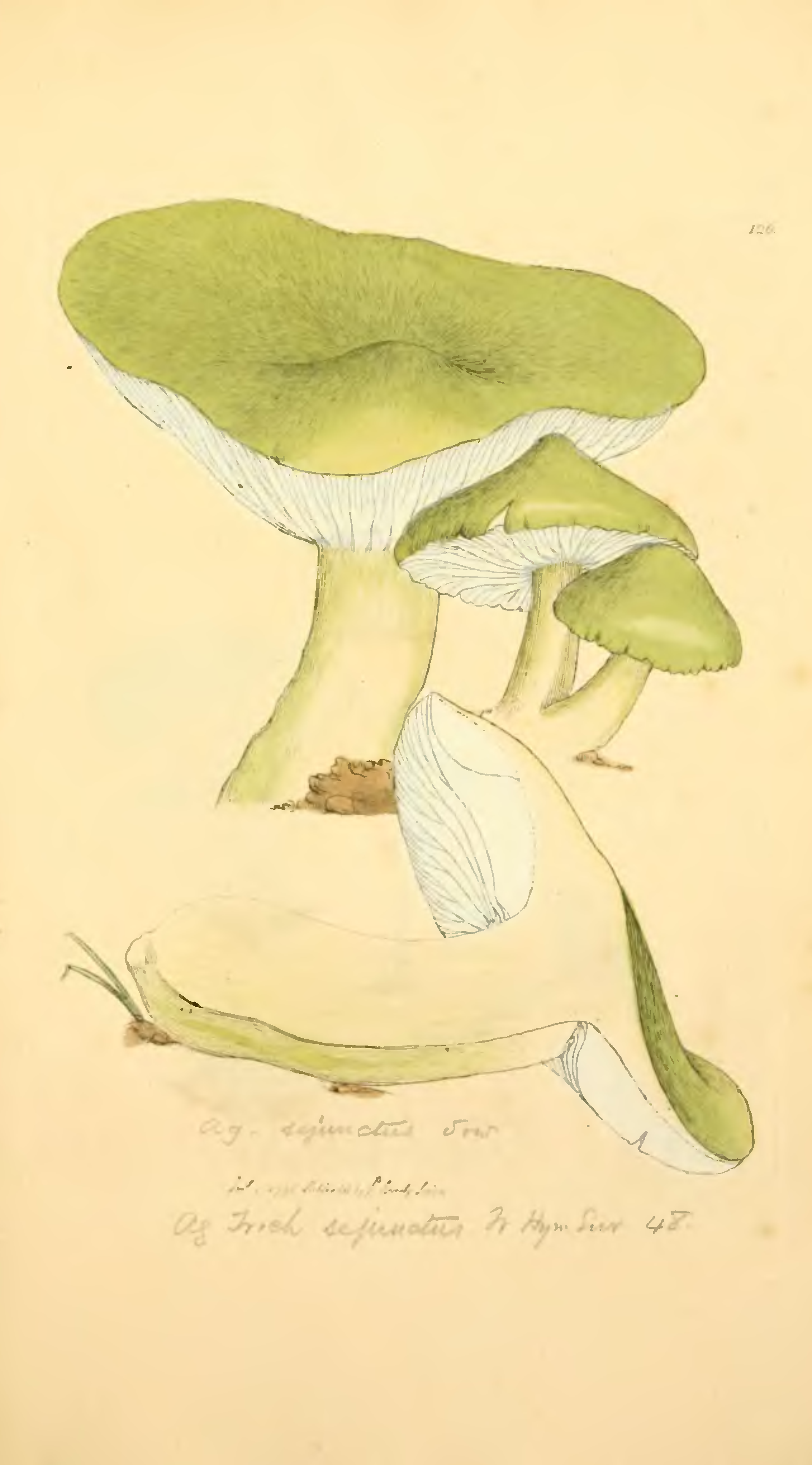
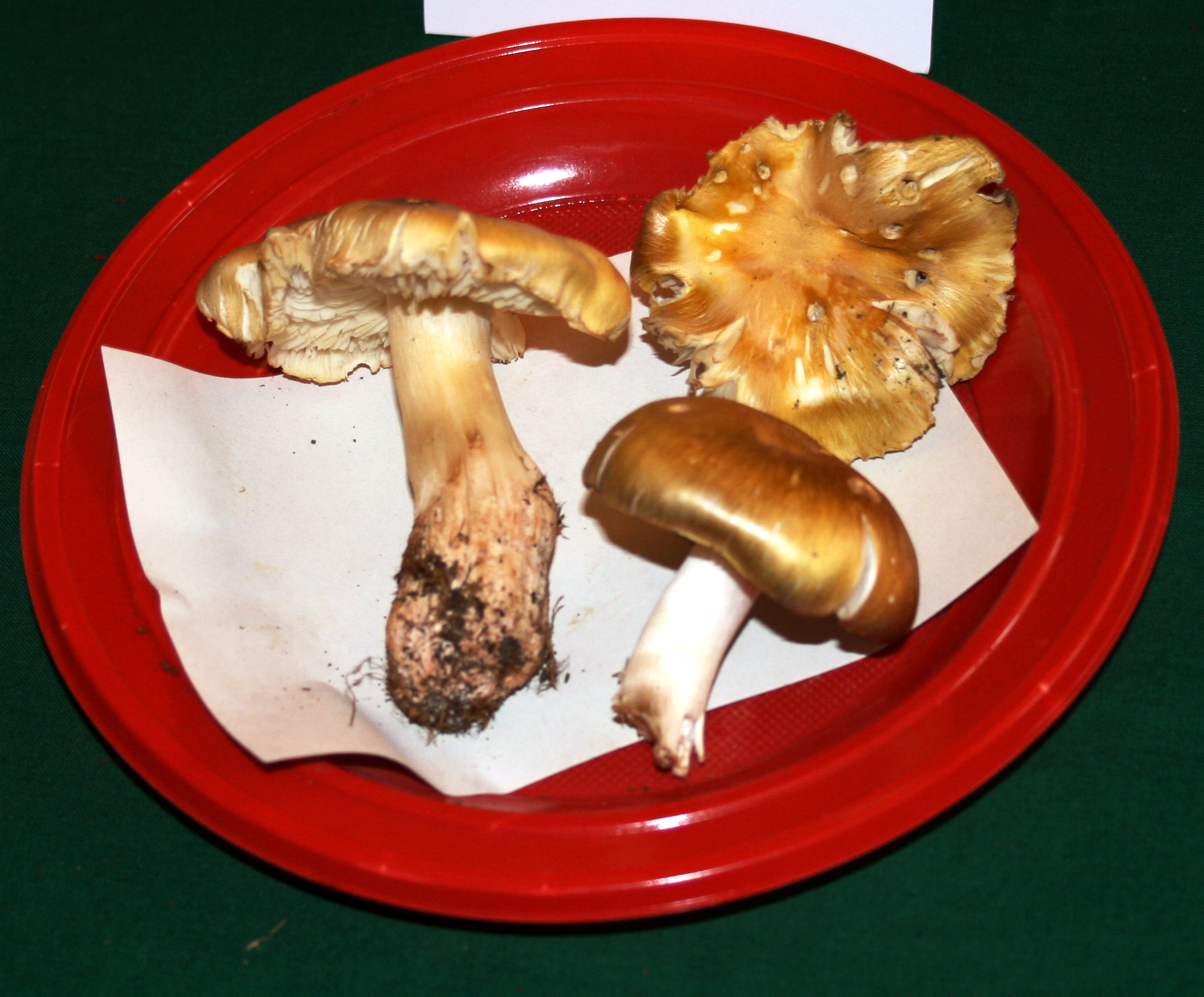
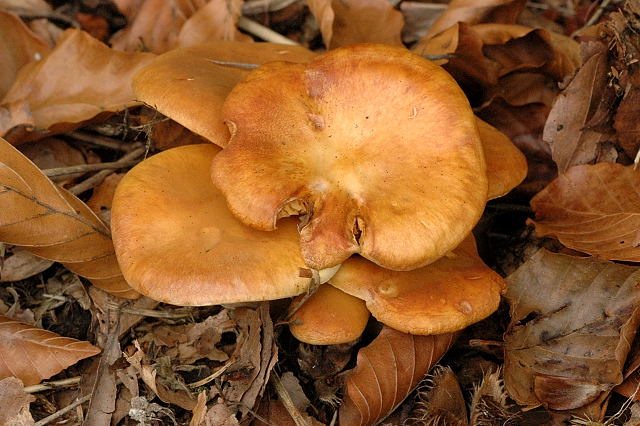
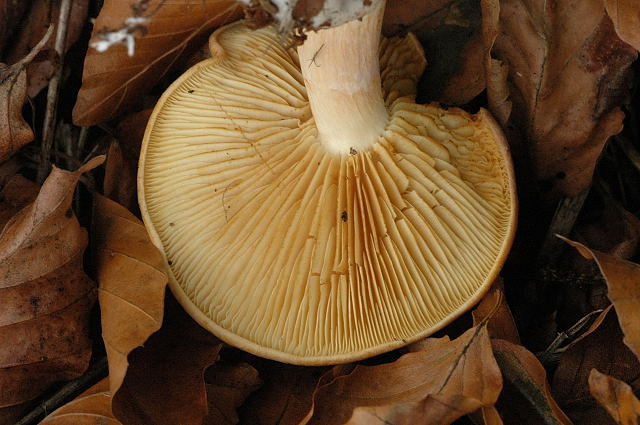
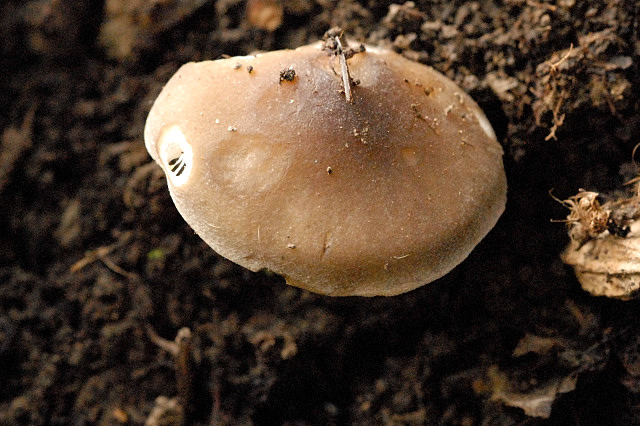
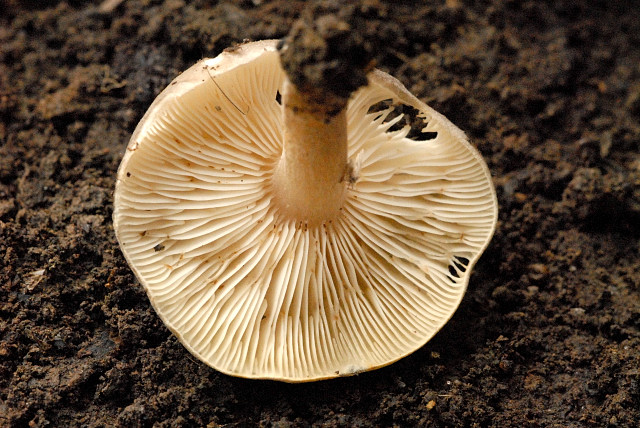
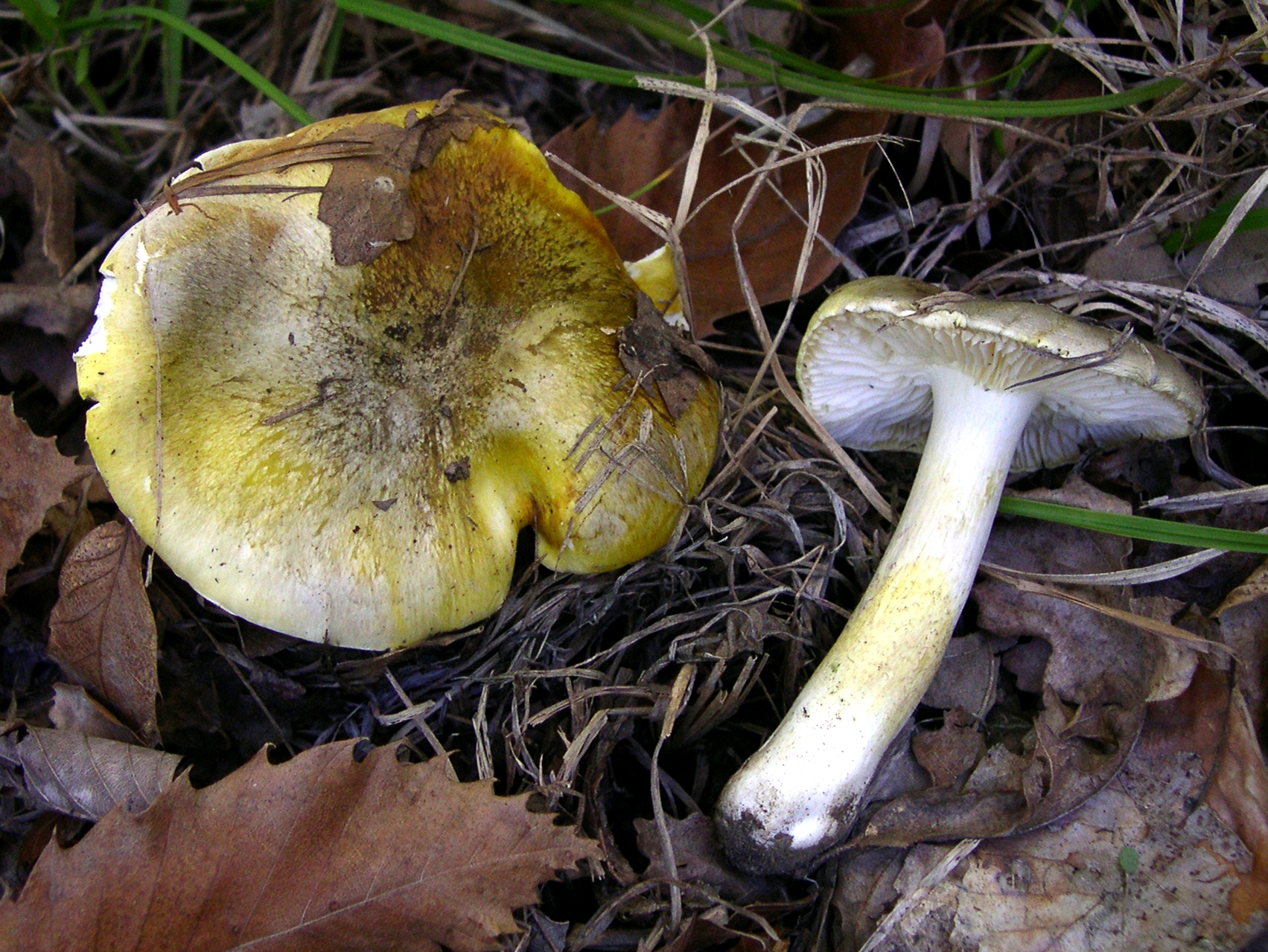